# Associazione Calcio Novara 1969-1970
Questa pagina raccoglie le informazioni riguardanti l'Associazione Calcio Novara nelle competizioni ufficiali della stagione 1969-1970.

## Rosa
| N. |                   | Ruolo | Calciatore         |
| -- | ----------------- | ----- | ------------------ |
|    | Italia (bandiera) | C     | Virgilio Bertoni   |
|    | Italia (bandiera) | A     | Enrico Bramati     |
|    | Italia (bandiera) | C     | Giovanni Brutto    |
|    | Italia (bandiera) | C     | Vittorino Calloni  |
|    | Italia (bandiera) | D     | Bruno Canto        |
|    | Italia (bandiera) | D     | Eddo Carlet        |
|    | Italia (bandiera) | A     | Franco Carrera     |
|    | Italia (bandiera) | A     | Pier Luigi Gabetto |
|    | Italia (bandiera) | A     | Renato Gavinelli   |
|    | Italia (bandiera) | C     | Luigi Giannini     |
|    | Italia (bandiera) | P     | Fausto Lena        |

| N. |                   | Ruolo | Calciatore         |
| -- | ----------------- | ----- | ------------------ |
|    | Italia (bandiera) | C     | Roberto Manini     |
|    | Italia (bandiera) | A     | Giorgio Milanesi   |
|    | Italia (bandiera) | P     | Zelico Petrovic    |
|    | Italia (bandiera) | P     | Felice Pulici      |
|    | Italia (bandiera) | A     | Giancarlo Schilirò |
|    | Italia (bandiera) |       | Paolo Tarro Genta  |
|    | Italia (bandiera) | D     | Giovanni Udovicich |
|    | Italia (bandiera) | A     | Nicola Campolongo  |
|    | Italia (bandiera) | D     | Antonio Veschetti  |
|    | Italia (bandiera) | D     | Alberto Vivian     |
|    | Italia (bandiera) | D     | Umberto Volpati    |